# Promberg (Penzberg)

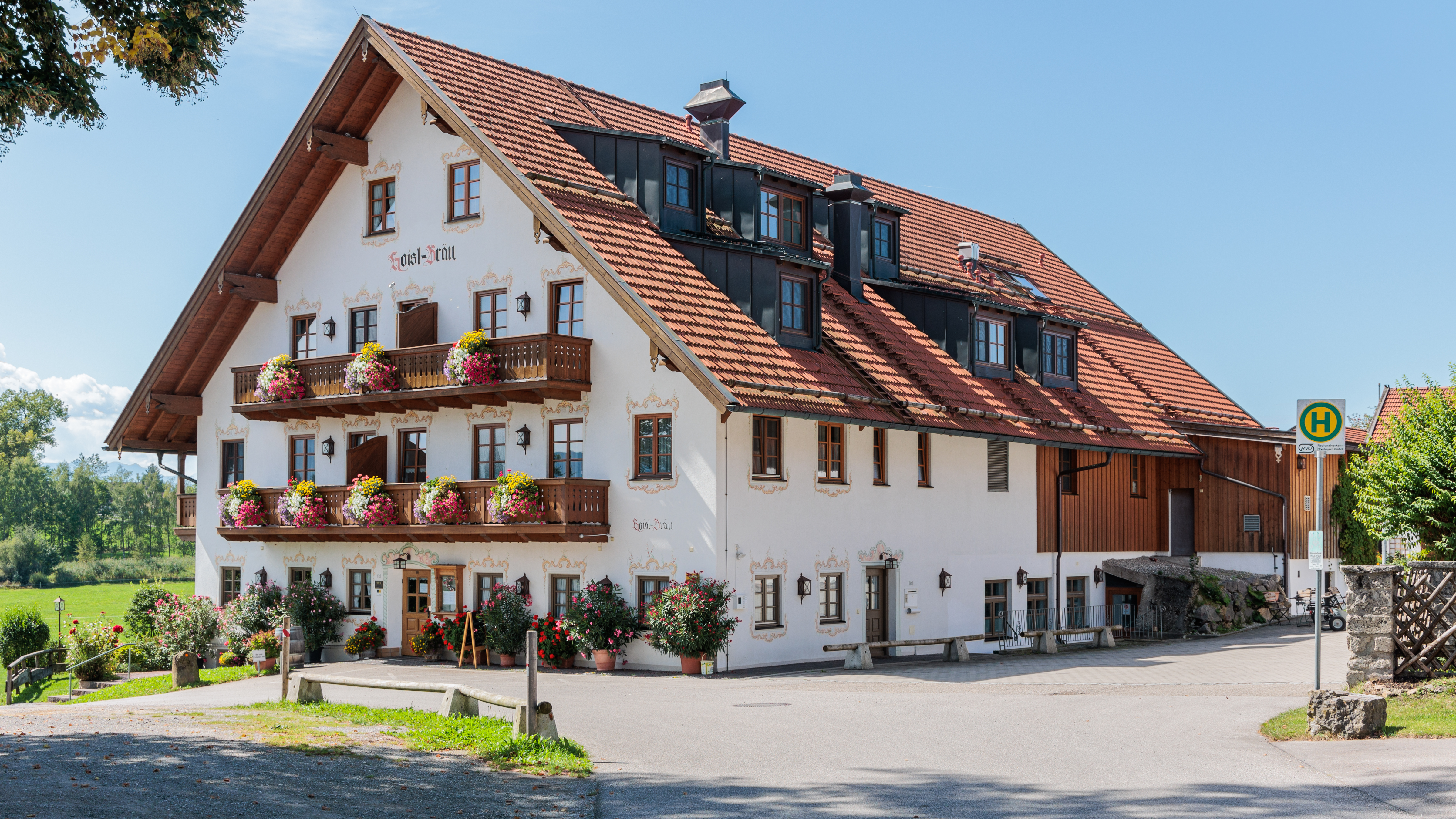
Gasthaus Hoisl-Bräu in Promberg

Promberg ist ein Stadtteil der oberbayerischen Kleinstadt Penzberg im Landkreis Weilheim-Schongau. Der Weiler liegt circa 4,5 Kilometer nördlich vom Penzberger Stadtkern. Etwa 500 Meter südlich befindet sich die Einöde Oberhof, ungefähr 300 Meter östlich der Eurasburger Ortsteil Schwaig.

## Geschichte
Die Ersterwähnung Prombergs stammt vom Ende des 13. Jahrhunderts. Im Urbar des Klosters Benediktbeuern wird der Weiler zu dieser Zeit unter dem Namen Pranperch als Lehen und Schwaige genannt. Später wurde daraus ein Hof, dann zwei Huben.
Von 1884 bis 1960 bestand in Promberg die Brauerei Hoisl-Bräu, heute ist diese ein Landhotel und Restaurant.
Promberg gehört zur katholischen Pfarrei St. Vitus Iffeldorf.
| Jahr | Einwohner | Gebäude (ab 1885 nur Wohngebäude) |
| ---- | --------- | --------------------------------- |
| 1818 | 14        | 2                                 |
| 1825 | 8         | 2                                 |
| 1861 | 20        | 3                                 |
| 1871 | 28        | 10                                |
| 1885 | 32        | 4                                 |
| 1900 | 35        | 4                                 |
| 1925 | 28        | 4                                 |
| 1950 | 49        | 5                                 |
| 1961 | 27        | 5                                 |
| 1966 | 25        |                                   |
| 1970 | 24        |                                   |
| 1987 | 38        | 6                                 |